# 施平 (1957年)
施平（1957年2月6日—），福建省福州市人，汉族，中华人民共和国政治人物、第十一届全国政协委员。
曾就读于山东海洋学院、南安普敦大学。
加入中国民主同盟，担任民盟中央委员、广东省委副主委、中国科学院南海海洋研究所研究员。2008年，当选第十一届全国政协委员，代表科学技术界，分入第三十组。